# 佐々木太一
佐々木 太一（ささき たいち、1971年12月14日 - ）は、日本の元男子バレーボール選手。元日本代表。
現在は、サントリーのマーケティング部門社員、ウイスキー・アンバサダーとして、サントリーウイスキーの啓発活動をする一方、バレーボールの解説者としても活動している。

## 来歴
神奈川県横浜市旭区出身。小学生の時にライオンカップに出場。中学、高校とバレー部に所属したが全国大会の出場はなかった。
しかし、専修大学在学時に全日本に選出され、サントリーに入社後も全日本で活躍した。194cmとセンターとしては小柄だが、その長い手足でブロック到達点は330cm、スパイク到達点は343cmを記録した。第5～10回のVリーグ5連覇に貢献し、2002年にスパイク賞、ベスト6にも5回選ばれた。
2005年に引退後は、サントリーの営業部門を経て、現在は同社マーケティング部門社員として活躍する。2011年にはサントリーが発足させたウイスキーアンバサダーの第一期生に認定され、その後は社外資格のマスター・オブ・ウイスキーを初試験開催の2011年に唯一の合格者として取得（2020年初資格取得者9名）。全国各地や蒸溜所でのウイスキー啓発に努めている。
ウイスキー講師を務める一方で、放送GAORAやフジテレビ、関西テレビなどのバレーボール中継の解説や、バレーボール教室など積極的に行っている。

## 球歴
- 全日本での主な出場歴
  - 1994年 世界選手権（世界バレー） 出場
  - 1995年 ワールドカップ 出場（第5位）
  - 1995年 ユニバーシアード 出場
  - 1996年 アトランタオリンピックアジア大陸予選 出場
  - 2000年 シドニーオリンピック最終予選 出場

## 受賞歴
- 新人賞（1993年）
- 若鷲賞（黒鷲旗全日本男女選抜バレーボール大会・1994年）
- ベスト6（黒鷲旗全日本男女選抜バレーボール大会・1995年）
- ベスト6（1995年・1998年・1999年・2000年・2001年）
- スパイク賞（2001年）
- Vリーグ特別賞（2003年）
- Vリーグ日本記録賞（2007年・スパイク賞（62.66%））

## 所属チーム
- 横浜市立東希望ヶ丘小
- 横浜市立希望ヶ丘中
- 神奈川県立希望ケ丘高校
- 専修大学
- サントリーサンバーズ（1994-2005年）